# GrafX2
GrafX2 — растровый графический редактор, ориентированный на pixel art, вдохновлённый такими программами, как Deluxe Paint и Brilliance для Amiga.
Работает поверх SDL, используя при этом свою собственную систему графических виджетов, близких по отрисовке к Amiga OS.
Предназначен для редактирования 256-цветных индексированных изображений, включая развитые механизмы редактирования палитры изображений, работу со слоями и анимациями, может быть расширен с помощью lua-скриптов.
Портирован на Kolibri OS.

## История
Первая версия редактора была написана в июле 1996 года. Тогда это была Freeware-программа для DOS. В начале 2000- годов, после некоторого перерыва в разработке, длившегося с конца 1990-х на Google Code с целью привлечения новых разработчиков были опубликованы исходные тексты программы под лицензией GPL. В 2004 году демогруппой Eclipse программа была портирована под Windows (исходный текст этой версии не сохранился). С 2007 года начался процесс разработки кроссплатформенной версии, с использованием SDL, финальная версия выпуска 2.0 вышла 6 декабря 2009 года.

## Комментарии
1. ↑  или менее[1]